# Ambrozija
Ambrozija (limundžik; lat. Ambrosia), biljni rod iz porodice glavočika s preko 50 priznatih vrsta.
Ime roda dolazi po istoimenoj grčkoj riječi u značenju besmrtan, jer je prema predaji bila hrana bogova koja ih je činila besmrtnim. U Europu je obična ambrozija uvezena u 19. stoljeću. Kod Pitomače je uočena prvi puta 1941 godine, pa su je prozvali partizanka.

## Vrste
1. Ambrosia acanthicarpa Hook.
2. Ambrosia acuminata (Brandegee) W.W.Payne
3. Ambrosia ambrosioides (Delpino) W.W.Payne
4. Ambrosia arborescens Mill.
5. Ambrosia artemisiifolia L.
6. Ambrosia artemisioides Meyen & Walp.
7. Ambrosia bidentata Michx.
8. Ambrosia bryantii (Curran) W.W.Payne
9. Ambrosia camphorata (Greene) W.W.Payne
10. Ambrosia canescens A.Gray
11. Ambrosia carduacea (Greene) W.W.Payne
12. Ambrosia chamissonis Greene
13. Ambrosia cheiranthifolia A.Gray
14. Ambrosia chenopodiifolia (Benth.) W.W.Payne
15. Ambrosia confertiflora DC.
16. Ambrosia cordifolia (A.Gray) W.W.Payne
17. Ambrosia cumanensis Kunth
18. Ambrosia deltoidea (Torr.) W.W.Payne
19. Ambrosia dentata (Cabrera) M.O.Dillon
20. Ambrosia divaricata (Brandegee) W.W.Payne
21. Ambrosia dumosa (A.Gray) W.W.Payne
22. Ambrosia eriocentra (A.Gray) W.W.Payne
23. Ambrosia flexuosa (A.Gray) W.W.Payne
24. Ambrosia grayi (A.Nelson) Shinners
25. Ambrosia × helenae Rouleau
26. Ambrosia hispida Pursh
27. Ambrosia humi León de la Luz & Rebman
28. Ambrosia ilicifolia (A.Gray) W.W.Payne
29. Ambrosia × intergradiens W.H.Wagner
30. Ambrosia johnstoniorum Henrickson
31. Ambrosia linearis (Rydb.) W.W.Payne
32. Ambrosia magdalenae (Brandegee) W.W.Payne
33. Ambrosia microcephala DC.
34. Ambrosia monogyra (Torr. & A.Gray) Strother & B.G.Baldwin
35. Ambrosia nivea (B.L.Rob. & Fernald) W.W.Payne
36. Ambrosia pannosa W.W.Payne
37. Ambrosia × platyspina (Seaman) Strother & B.G.Baldwin
38. Ambrosia polystachya DC.
39. Ambrosia psilostachya DC.
40. Ambrosia pumila A.Gray
41. Ambrosia salsola (Torr. & A.Gray) Strother & B.G.Baldwin
42. Ambrosia sandersonii S.L.Welsh
43. Ambrosia scabra Hook. & Arn.
44. Ambrosia tenuifolia Spreng.
45. Ambrosia tomentosa Nutt.
46. Ambrosia trifida L.
47. Ambrosia velutina O.E.Schulz
48. Ambrosia villosissima Forssk.[2]

Catalogue of Life: 2019 Annual Checklist:
1. Ambrosia acanthicarpa
2. Ambrosia acuminata
3. Ambrosia ambrosioides
4. Ambrosia arborescens
5. Ambrosia artemisiifolia
6. Ambrosia artemisioides
7. Ambrosia bidentata
8. Ambrosia bryantii
9. Ambrosia camphorata
10. Ambrosia canescens
11. Ambrosia carduacea
12. Ambrosia chamissonis
13. Ambrosia cheiranthifolia
14. Ambrosia chenopodiifolia
15. Ambrosia confertiflora
16. Ambrosia cordifolia
17. Ambrosia cumanensis
18. Ambrosia deltoidea
19. Ambrosia dentata
20. Ambrosia divaricata
21. Ambrosia dumosa
22. Ambrosia eriocentra
23. Ambrosia flexuosa
24. Ambrosia grayi
25. Ambrosia × helenae
26. Ambrosia hispida
27. Ambrosia humi
28. Ambrosia ilicifolia
29. Ambrosia × intergradiens
30. Ambrosia johnstoniorum
31. Ambrosia linearis
32. Ambrosia magdalenae
33. Ambrosia maritima
34. Ambrosia microcephala
35. Ambrosia monogyra
36. Ambrosia nivea
37. Ambrosia pannosa
38. Ambrosia peruviana
39. Ambrosia × platyspina
40. Ambrosia polystachya
41. Ambrosia psilostachya
42. Ambrosia pumila
43. Ambrosia salsola
44. Ambrosia sandersonii
45. Ambrosia scabra
46. Ambrosia tenuifolia
47. Ambrosia tomentosa
48. Ambrosia trifida
49. Ambrosia velutina